# Pierre Gossez
Pierre Gossez né le 6 août 1928 à Valenciennes et mort le  9 décembre 2001 à Creil est un compositeur, clarinettiste et saxophoniste de jazz français.
Il a accompagné de nombreux musiciens et jazzmen, en particulier Ivan Jullien, Michel Legrand, Martial Solal, Claude Bolling, Stéphane Grapelli (par exemple pour la bande originale du film Milou en mai), Jean-Michel Jarre (en particulier sur l'album Rendez-vous).  
Il a accompagné aussi des artistes de variété ou des chanteurs comme : Boris Vian, Henri Salvador, Léo Ferré (par exemple sur son album Les Fleurs du mal), Alan Stivell (par exemple sur son album Symphonie celtique), William Sheller (par exemple sur l'album Rock 'n' Dollars). 
Il a également enregistré quatorze disques sous le pseudonyme de Alan Gate. 